# Physaraia bivittata
Physaraia bivittata är en stekelart som först beskrevs av Joseph Kriechbaumer 1894.  Physaraia bivittata ingår i släktet Physaraia och familjen bracksteklar. Inga underarter finns listade i Catalogue of Life.